# Золотой берег (регион)

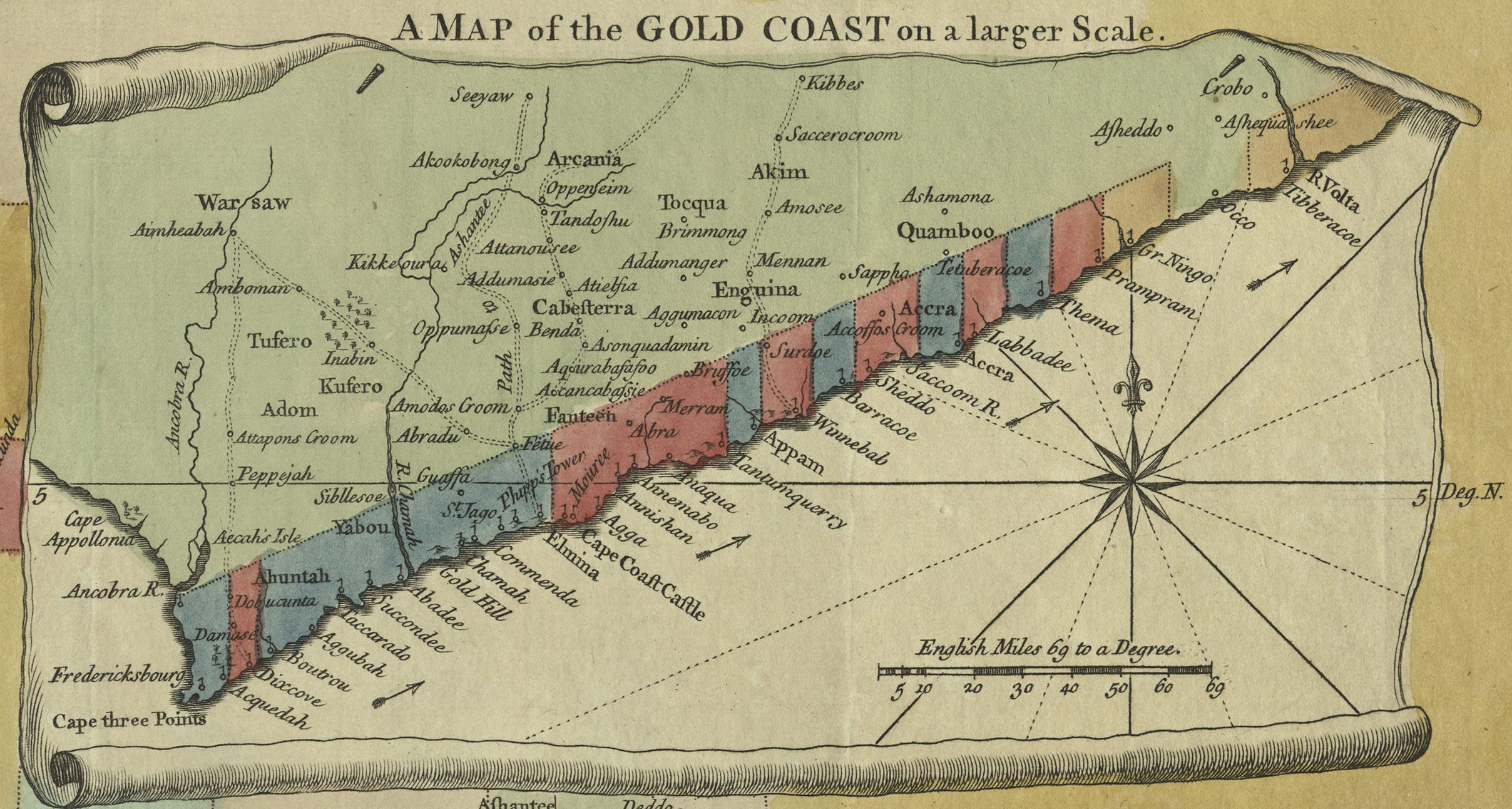
Британская карта Золотого берега 1750 года

Золотой Берег — побережье Гвинейского залива на территории нынешней Ганы.
Тянется от устья реки Вольта на востоке до устья реки Тано на западе. Берег — слабо расчленённый, лишённый естественных гаваней. Западная часть покрыта влажным экваториальным лесом, восточная — кустарниковой саванной.
Название «Золотой Берег» было дано португальскими мореплавателями в XV веке из-за найденных здесь месторождений золота.

## История
Золотой берег был открыт в 1472 году португальцем Сантаремом. В 1482 году Диогу де Азамбужа высадился при Эльмина и построил форт Святого Георгия. Затем были на побережье были построены и другие португальские форты.
В 1637 году нидерландский князь Иоганн-Мориц отвоевал форт Эльмина у португальцев. В последующие века форт стал центром работорговли, которую вела главным образом Голландская Вест-Индская компания. Кроме Эльмины, голландцы также удерживали в своих руках другие форты и фактории на побережье Золотого Берега. 

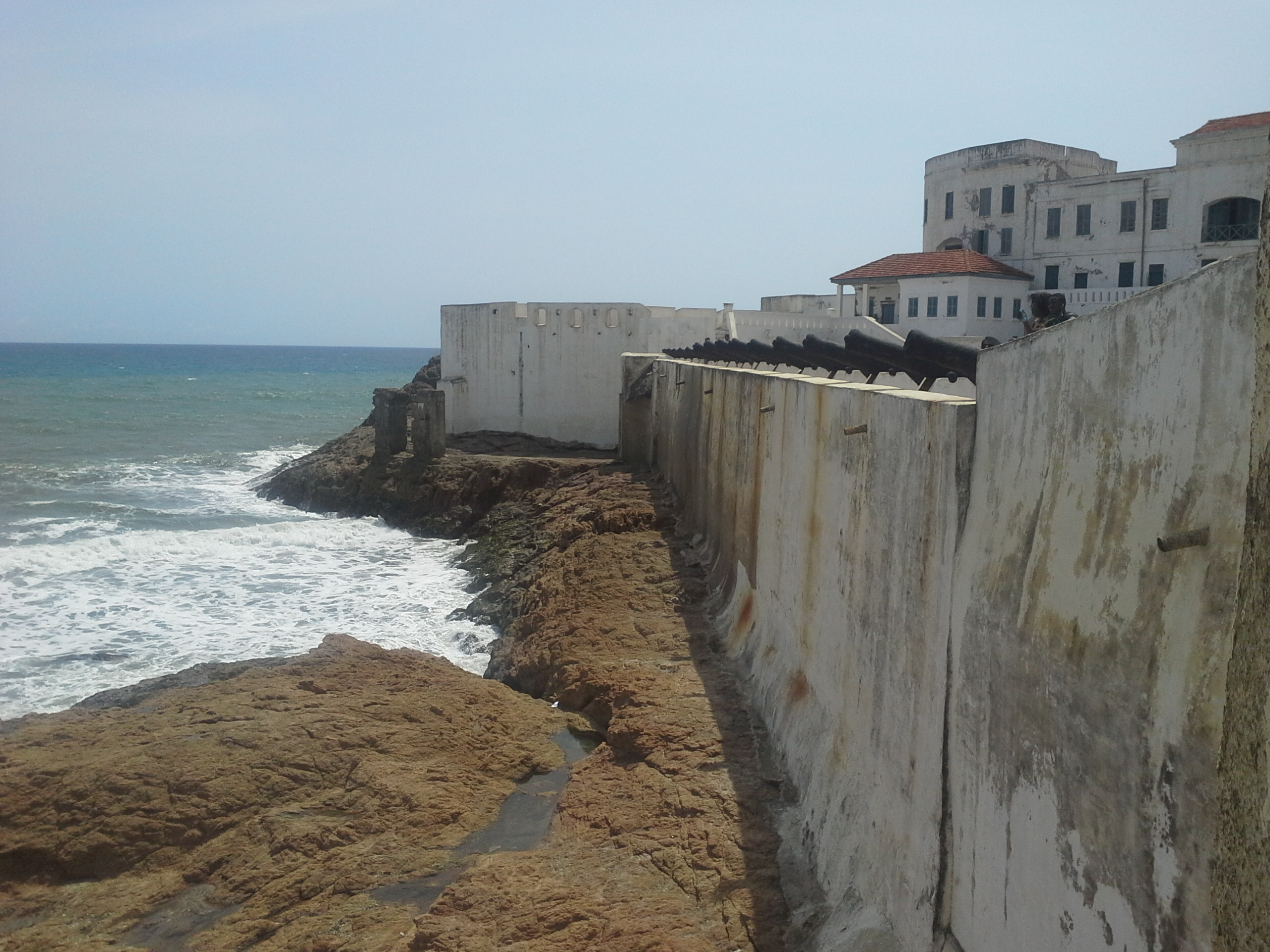
Форт Кейп-Кост

Английские авантюристы тоже поселились здесь, но их форты, кроме Кэп-Кост-Кэстл, были в 1667 году заняты голландцами во время Второй англо-голландской войны.
В 1672 году образовалась английская королевская Африканская компания, которая построила и укрепила ряд пунктов около голландских и построенных между тем датских фортов. При этом англичане, голландцы и датчане платили за занимаемую ими землю вождям племен.
Фанти стали соседями англичан и заключили с ними союз, а голландцы вступили в союз с ашанти.
В 1807 году ашанти покорили фанти и потребовали подати от британцев. В 1821 году британская Африканская компания была упразднена и была образована британская колония Золотой Берег под управлением губернатора колонии Сьерра-Леоне. Британцы стали помогать фанти свергнуть иго ашанти. Последовало несколько англо-ашантийских войн.
Путем покупок, обмена и договоров британское правительство овладело к 1850 году почти всем Золотым берегом; наконец, в 1871 году Нидерланды уступили Великобритании все свои владения на Золотом берегу в обмен на определённые торговые привилегии.
В 1900 году произошло восстание ашанти, после чего этот народ стал жить под британским протекторатом.
Британская колония Золотой Берег в 1957 году получила независимость под названием «Гана».